# Turngau Frankfurt
Der Turngau Frankfurt am Main e. V. mit Sitz in Frankfurt am Main, Hessen, Deutschland, ist Mitglied im Hessischen Turnverband e. V. und im Deutschen Turner-Bund e. V. Gefördert werden der Breiten- und Leistungssport.

## Charakterisierung
Als regionale Dachorganisation und Interessenvertretung vertritt der Turngau Frankfurt am Main e. V. 73 Turn- und Sportvereine mit rund 70.000 Mitgliedern aus der Stadt Frankfurt am Main und der Stadt Bad Vilbel (Wetteraukreis). Innerhalb des Hessischen Turnverbandes bildet er den mitgliederstärksten von insgesamt zwanzig Turngauen.
Der Turngau Frankfurt am Main e. V. veranstaltet jährlich Turnfeste, Wettkämpfe und Meisterschaften. Einen besonderen Stellenwert hat die Aus- und Fortbildung von ÜL-Assistentinnen und -Assistenten sowie von Übungsleiterinnen und Übungsleitern.
Für den Turngau Frankfurt wird durch den Turnverein Seckbach 1875 seit 1951 das Lohrbergfest ausgerichtet.

### Fachbereiche
Innerhalb des Verbandes bestehen folgende Fachbereiche:
- Aerobic
- Aerodance / Cheerdance
- Bergturnfest
- Faustball
- Gerätturnen
- Gymnastik
- Gymnastik und Tanz
- Jazz Dance / Modern Dance / Streetdance / Breakdance
- Kampfrichterwesen Kunstturnen
- Kunstturnen
- Leichtathletik
- New Dance
- Rhönradturnen
- Schule und Verein
- Trampolinturnen
- Volleyball
- Wandern

## Geschichte

### Vorgeschichte
Die Historie des Turnens in Frankfurt am Main beginnt 1804, als an der Musterschule Leibesübungen nach dem System des Turnpädagogen Johann Christoph Friedrich GutsMuths (1759–1839) unterrichtet wurden. Regelmäßigen Turnunterricht an allen Frankfurter Schulen gab es zu dieser Zeit jedoch noch lange nicht.
Die Anwesenheit Friedrich Ludwig Jahns 1814 in Frankfurt gab weitere Anregung für die Turnkunst. Adolph Diesterweg (1790–1866), Lehrer an der Musterschule, machte die Bekanntschaft Jahns. In einer Einladung vom 28. Juni 1815 ist zu lesen: 

„Am Mittwochabend nach beendigten Prüfungen werden die Herren Diesterweg und Jahn mit ihren Schülern in der Turnkunst eine kleine Prüfung im Garten der Musterschule veranstalten.“

 Im Lehrplan des Frankfurter Waisenhauses fanden sich bereits 1815 Schwimmunterricht und gymnastische Übungen, im Lehrplan von 1820 erschien zum ersten Mal die Bezeichnung Turnübungen. 1815 begannen Schüler des Frankfurter Gymnasiums (heute: Lessing-Gymnasium) nach einem Besuch von Jahn (1778–1852) mit dem Turnen und setzten es mit Unterbrechungen auf wechselnden Übungsplätzen bis in die 1830er Jahre fort. Organisiertes Turnen gab es in Frankfurt am Main schon, seit der erste Turnverein unter dem Namen Clässer Turnverein von Schülern gegründet wurde. Dessen genaues Gründungsjahr ist allerdings unbekannt und kann nur vermutet werden. „Clässer“ steht dabei für diejenigen aus den Klassen (Schulklassen), das „C“ entspricht der damals üblichen Schreibweise.
1833 gründete Friedrich August Ravenstein (1809–1881), der als Frankfurter Turnvater gilt, die Frankfurter Turngemeinde von 1833. Diesem Verein traten 1836 die Schüler des schon bestehenden Clässer Turnvereins bei. 1838 gründete Ravenstein die Frankfurter Turnanstalt und nahm neben Schülern die ersten sechs Schülerinnen auf, damals eine Sensation, für viele ein Tabubruch, dass weibliche Wesen Sport treiben (dürfen). Am 15. März 1841 fand in Frankfurt das erste Schauturnen statt. 1849 turnten bereits 38 Mädchen in der Turnanstalt. Am 1. November 1848 durften drei Damen „endlich mit der Gymnastik für ältere Frauenzimmer“ (Zitat: F. A. Ravenstein) in der Turnanstalt beginnen, einen Monat später waren es bereits neun, denn ihr ermutigendes Vorbild machte rasch Schule. Im März 1849 fand in Frankfurt ein erstes öffentliches Vorturnen der Mädchen statt. Noch im Winter 1848/49 gründeten die Damen den ersten Frauenturnverein in Frankfurt, einen der ältesten in Deutschland. Sie bewiesen damit Mut und revolutionären Geist, der sich ganz dezidiert gegen die Vorherrschaft der Männer richtete. 1850 führte die Musterschule als erste Schule in Frankfurt das Mädchenturnen für die oberen Klassen ein.
Zur Zeit der Reaktionsära nach der fehlgeschlagenen Revolution 1848/49 gab es auch für die Frankfurter Turner erhebliche Einschränkungen. 1852 wurden alle Frankfurter Turnvereine verboten, Ravensteins Turnanstalt erhielt keine Förderung mehr. Turnvereine galten als politische Vereine, Frauen durften darin keine Mitglieder sein. Ravenstein fand einen Aus- bzw. Umweg und gründete 1854 das Frankfurter Institut für Heilgymnastik und Orthopädie. Dort konnten Frauen wieder ihre Übungen machen.
Als erster Turnverein Frankfurts gründete sich der Turnverein Sachsenhausen 1857 neu. Als Nachfolger der Frankfurter Turngemeinde wurde 1860 der Frankfurter Turnverein gegründet. 1861, anlässlich der 50-jährigen Gedächtnisfeier der Begründung des deutschen Turnens in Berlin, zogen die Frankfurter Vereine zusammen mit den Vereinen von Bornheim, Bockenheim, Hausen, Hanau, Sprendlingen, Nieder- und Oberrad in einem gemeinsamen Festzug von der Frankfurter Stadtbibliothek zum Oberforsthaus in den Stadtwald. Dort wurden Festreden und ein Schauturnen veranstaltet, Gesangvereine sangen patriotische Lieder.
Im gleichen Jahr begannen Bestrebungen zur Gründung eines Frankfurter Turngaues. Der Mittelrheinkreis der Deutschen Turnerschaft (DT) formierte sich, dem alle Frankfurter Turnvereine beitraten. Beabsichtigter Gründungszweck eines Turngaus Frankfurt als Untergliederung des Kreises war es, das Turnen in Frankfurt am Main zu fördern und den einzelnen Vereinen der Stadt eine gemeinsame Vertretung nach außen zu schaffen. Die Anregung dazu ging vom Frankfurter Turnverein 1860 aus. Erste gemeinsame Aktivität der Frankfurter Turner war die Teilnahme am 3. Deutschen Turnfest 1863 in Leipzig. Turnvereine der damaligen Zeit bildeten so genannte Wehrriegen, die sich an den deutschen Einigungskriegen 1864, 1866 und 1870/71 beteiligten. 1872 wurden die Verhandlungen über die Gründung eines Turngaus Frankfurt wieder aufgenommen, angeregt durch das in diesem Jahr veranstaltete 6. Deutsche Turnfest in Bonn. Am 24. September 1873 erfolgte schließlich ein erster Beschluss seitens der Vereinsvorstände, eine gemeinsame Verwaltung der Frankfurter Turnerschaft zu bilden. Am IX. Mittelrheinischen Kreisturnfest am 26. Juli 1874 in Gießen nahmen die Frankfurter Turner geschlossen teil.

### Gründung
Der Verband wurde am 2. Juni 1875 als Gau Frankfurt a. M. gegründet, als 8. Gau des Mittelrheinkreises der DT. Nach Abschluss sämtlicher Vorverhandlungen stimmten die sechs Gründungsmitglieder der Gausatzung zu:
- Frankfurter Turn- und Fecht-Club

vorher Frankfurter Wehrverein, davor Wehrriegen des Frankfurter Turnvereins und der Frankfurter Turngemeinde
- Frankfurter Turngemeinde 1861
- Frankfurter Turngesellschaft 1847
- Frankfurter Turnverein von 1860

Nachfolger der von August Ravenstein gegründeten Frankfurter Turngemeinde von 1833
- Turnverein Sachsenhausen (1857)
- Turngesellschaft Sachsenhausen (1873)

Am 21. Juni desselben Jahres fand die Gründungsfeier statt, ein Schauturnen auf dem Silcherfeld, dem Turnplatz an der Ostendstraße und einer anschließenden geselligen Zusammenkunft in der angrenzenden Turnhalle, der Ostendhalle. Während dieser Veranstaltung erklang erstmals der von Georg Grüner komponierte Frankfurter Turnermarsch. Am 19. September 1875 fand das künftig jährlich stattfindende Gauwettturnen in der Ostendhalle statt, bei dem Sieger ermittelt und Preise verteilt wurden. Da die städtische Halle den Vereinen nicht ausreichte, entstanden in den Folgejahren eigene Vereinsturnhallen, als erste die des Frankfurter Turnvereins am Sandweg 4 im Jahr 1878, die noch heute besteht.
Eine erste große Herausforderung ließ nicht lange auf sich warten, denn die Deutsche Turnerschaft trat Anfang Juli 1878 auf den Turngau Frankfurt zu, um das 5. Deutsche Turnfest 1880 in Frankfurt am Main auszutragen. Am 2. Oktober 1878 fand eine Bürgerversammlung unter Leitung des Frankfurter Oberbürgermeisters Daniel Heinrich Mumm von Schwarzenstein (1818–1890) statt, in der sich die Bürger mit der Übernahme und Förderung des Turnfestes einverstanden erklärten.

### Weitere Geschichte während des Kaiserreichs
Vom 24. bis 28. Juli 1880 fand das 5. Deutsche Turnfest auf dem Areal Dicke Oede statt, einem Gelände an der Friedberger Landstraße, das Baron Mayer Carl von Rothschild (1820–1886) gehörte und angemietet wurde. Daran beteiligten sich die ortsansässigen Brauereien, die auf den legendären Durst der Turner vertrauten.
Die Veranstaltung war das bis dahin größte Sportereignis in der Stadt mit rund 10.000 Turnern und internationalem Publikum, auch aus den Vereinigten Staaten und Russland. Oberbürgermeister Johannes von Miquel (1828–1901) und die Stadtverwaltung engagierten sich für das Deutsche Turnfest in ihrer Stadt. Das von Damen „aus gutbürgerlichen Häusern“ gestiftete Bundesbanner der Deutschen Turnerschaft wurde von nun ab für fünf Jahre im Kaisersaal des Römers aufbewahrt. Das Festgelände registrierte den Genuss von 48.000 Flaschen Wein, 110.000 Schoppen Apfelwein und 420.000 Gläsern Bier.
Eine Turnabteilung für Frauen wurde in Frankfurt erst wieder 1891 eröffnet, mehr als 40 Jahre nach der Gründung des Frauenturnvereins. Im selben Jahr begann wieder das Schülerturnen für Jungen und Mädchen.
Vom 18. bis 23. Juli 1908 fand wieder ein Deutsches Turnfest in Frankfurt statt, in der ersten deutschen Stadt, die zum zweiten Mal ein Turnfest ausrichten durfte. Oberbürgermeister Franz Adickes (1846–1915) konnte dazu diesmal die neu errichtete Festhalle mit dem angrenzenden 230.000 Quadratmeter großen Festplatz anbieten, das heutige Frankfurter Messegelände. 55.000 Turner aus 3.326 Vereinen machten mit, die Frauen durften ab 1894 dabei sein. Neben klassischen Turnübungen und -Wettkämpfen fanden Wettkämpfe im Fechten, in der Leichtathletik und im Schwimmen statt. Rund 200 Sonderzüge rollten an, insgesamt schauten 400.000 Besucher den Veranstaltungen und Wettkämpfen zu, darunter Kronprinz Friedrich Wilhelm. Mehrere Hunderttausende beobachteten den Festumzug der Turner durch die Stadt.

### Zeit des Nationalsozialismus
Nach dem 30. Januar 1933 wurden der Deutsche Reichsausschuss für Leibesübungen (DRA), die Dachorganisation der 38 Turn- und Sportverbände – inklusive der Deutschen Turnerschaft (DT) – mit über sieben Millionen Mitgliedern, aber auch die Zentralkommission für Arbeitersport und Körperpflege (ZK) als Dachverband der Turn- und Sportverbände der Arbeiterschaft mit 1,2 Millionen Mitgliedern, durch die Nationalsozialisten entmachtet und aufgelöst. Das Verbandsvermögen wurde unter Anwendung des am 14. Juli 1933 erlassenen Gesetzes über die Einziehung volks- und staatsfeindlichen Vermögens enteignet. Am 24. Mai 1933 wurde der Reichsführerring geschaffen, der am 30. Januar 1934 in den Deutschen Reichsbund für Leibesübungen (DRL) umgewandelt wurde. Nach Einführung des Reichsflaggengesetzes vom 15. September 1935 (RGBl. I S. 1145) übernahmen alle deutschen Turnvereine das von den Nationalsozialisten gebrauchte Hakenkreuz als einziges Symbol, wodurch die alten Vereins- und Verbandsfahnen mit Turnerkreuz verboten waren.
Auch eine so genannte Arisierung der Vereine und Verbände betrieben die Nazis, sehr aktiv unterstützt von Verbänden der Deutschen Turnerschaft. Diese forderten die Einführung eines Arierparagraphen für die DT und den Ausschluss jüdischer Mitglieder bereits vor dem am 7. April 1933 erlassenen Gesetz zur Wiederherstellung des Berufsbeamtentums, das erstmals einen entsprechenden Passus beinhaltete. Schon einen Tag später übernahm ihn der Hauptausschuss der DT in seine Satzung. Während überall die Ausnahmeregelungen für jüdische Frontkämpfer des Ersten Weltkrieges galten, forderte die DT bereits am 17. Mai die Vollarisierung ihrer Mitgliedschaft und ging damit deutlich über die Rassengesetzgebung der Nazis hinaus. Sogar Mitglieder mit nur einem jüdischen Großelternteil sollten ausgeschlossen werden, während die Nazis einen Ausschluss so genannter Vierteljuden noch nicht vorsahen. Der Vorsitzende der DT, Edmund Neuendorff, im Wortlaut: 

„Ich hebe daher […] die Ausnahmen auf und bestimme, dass alle männlichen und weiblichen Mitglieder der Deutschen Turnerschaft, die jüdischer Abstammung sind, diese bis zu den Großeltern gerechnet, aus der Turnerschaft ausscheiden müssen.“

 In einigen Vereinen und Verbänden durften jüdische Frontkämpfer des Ersten Weltkrieges noch bis zum Dezember 1933 verbleiben, danach wurde auch deren Mitgliedschaft per Gesetz unmöglich. Im Lauf des Jahres 1933 verloren daher sämtliche jüdischen Sportler die Mitgliedschaft in den Vereinen des Turngaus Frankfurt. Auch jüdische Mäzene, die Frankfurter Vereine bislang in großem Umfang unterstützten, wurden ausgeschlossen. Bis Kriegsende 1945 wurden die meisten jüdischen deutschen Sportler, die nicht emigrieren konnten oder wollten, nach oft jahrelanger Quälerei in Ghettos und Konzentrationslagern ermordet. Darunter befanden sich natürlich auch ehemalige Meisterschaftsgewinner und Olympioniken von Weltgeltung.

### Nachkriegszeit

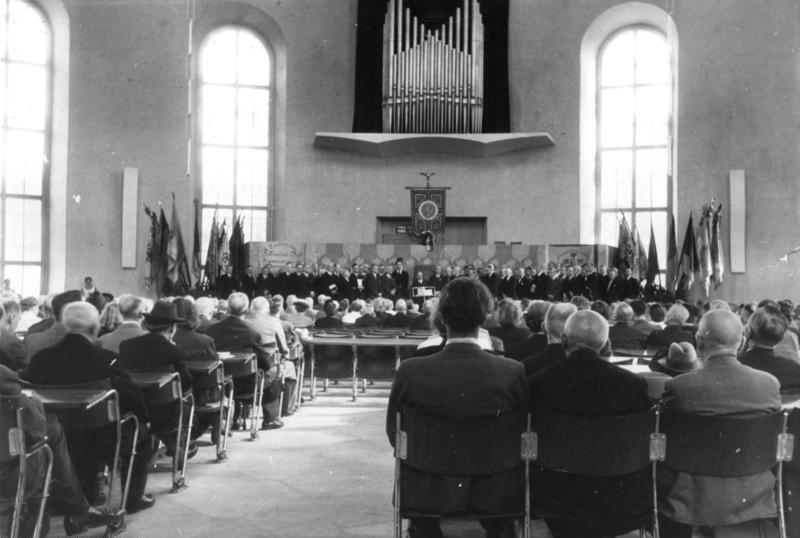
Eröffnung des Frankfurter Turnfestes in der Paulskirche, 19. August 1948

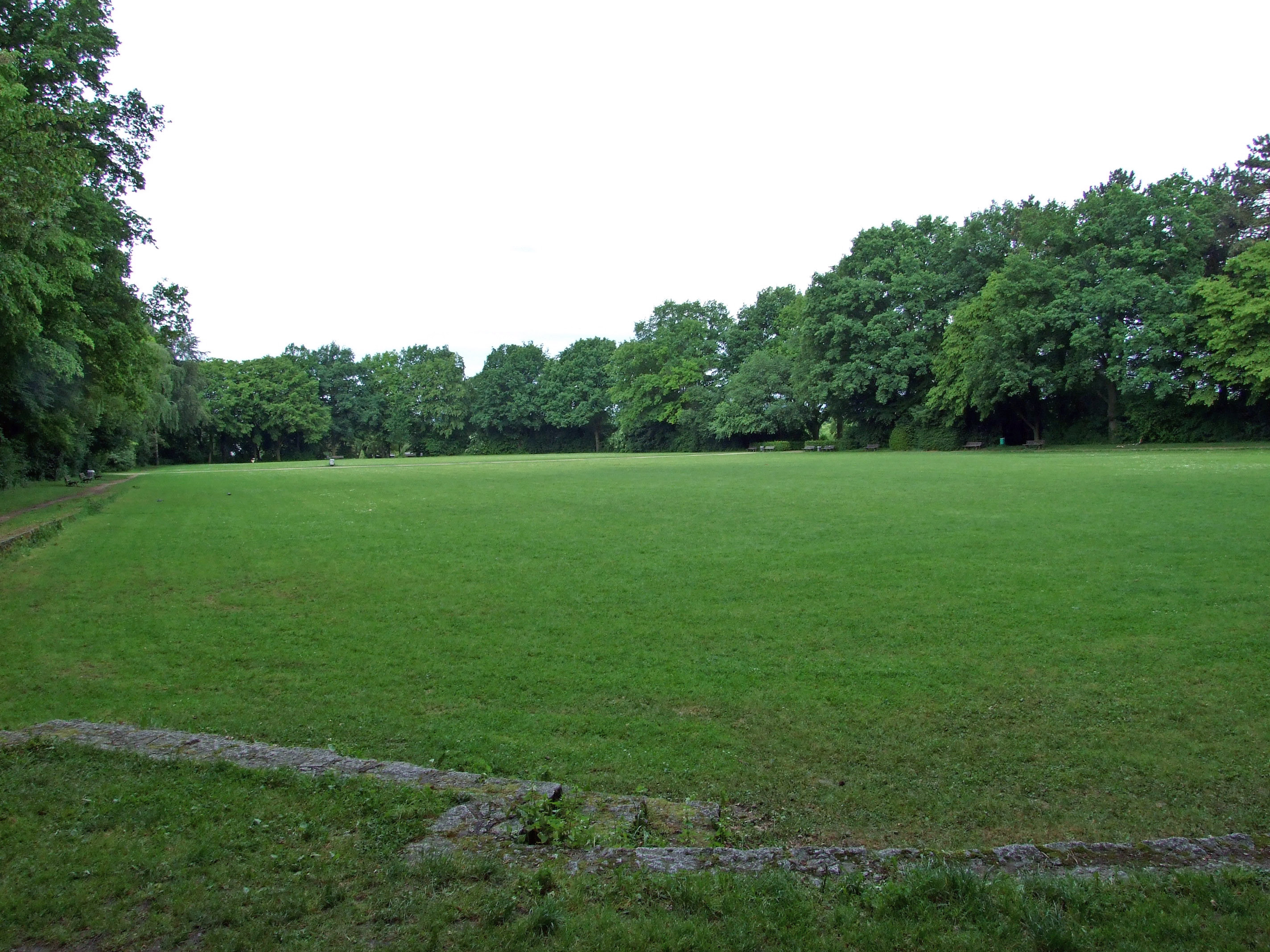
Lohrbergfest-Wiese im Lohrpark auf dem Lohrberg in Frankfurt-Seckbach

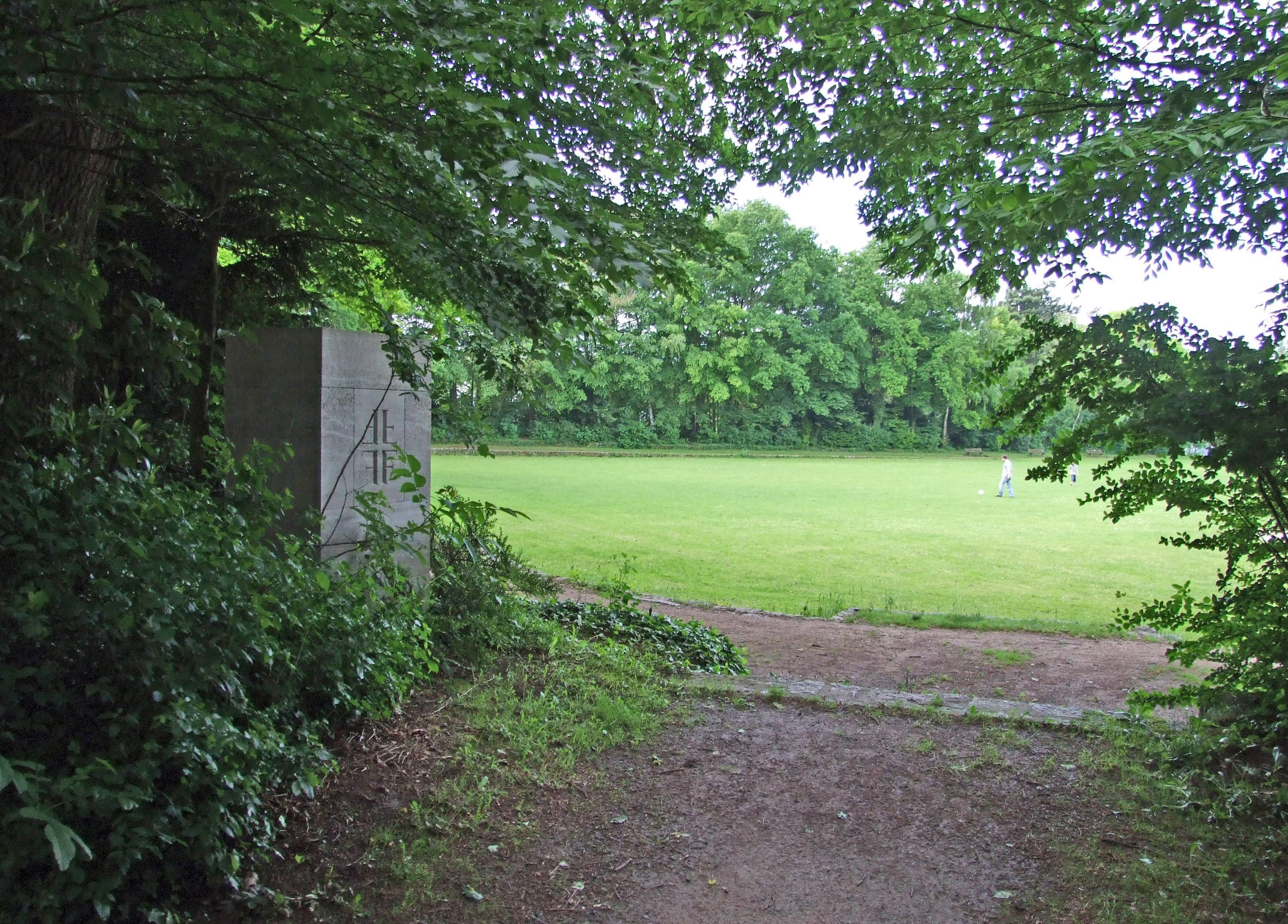
Friedrich-Ludwig-Jahn-Denkmal an der Lohrbergfest-Wiese im Lohrpark auf dem Lohrberg in Frankfurt-Seckbach

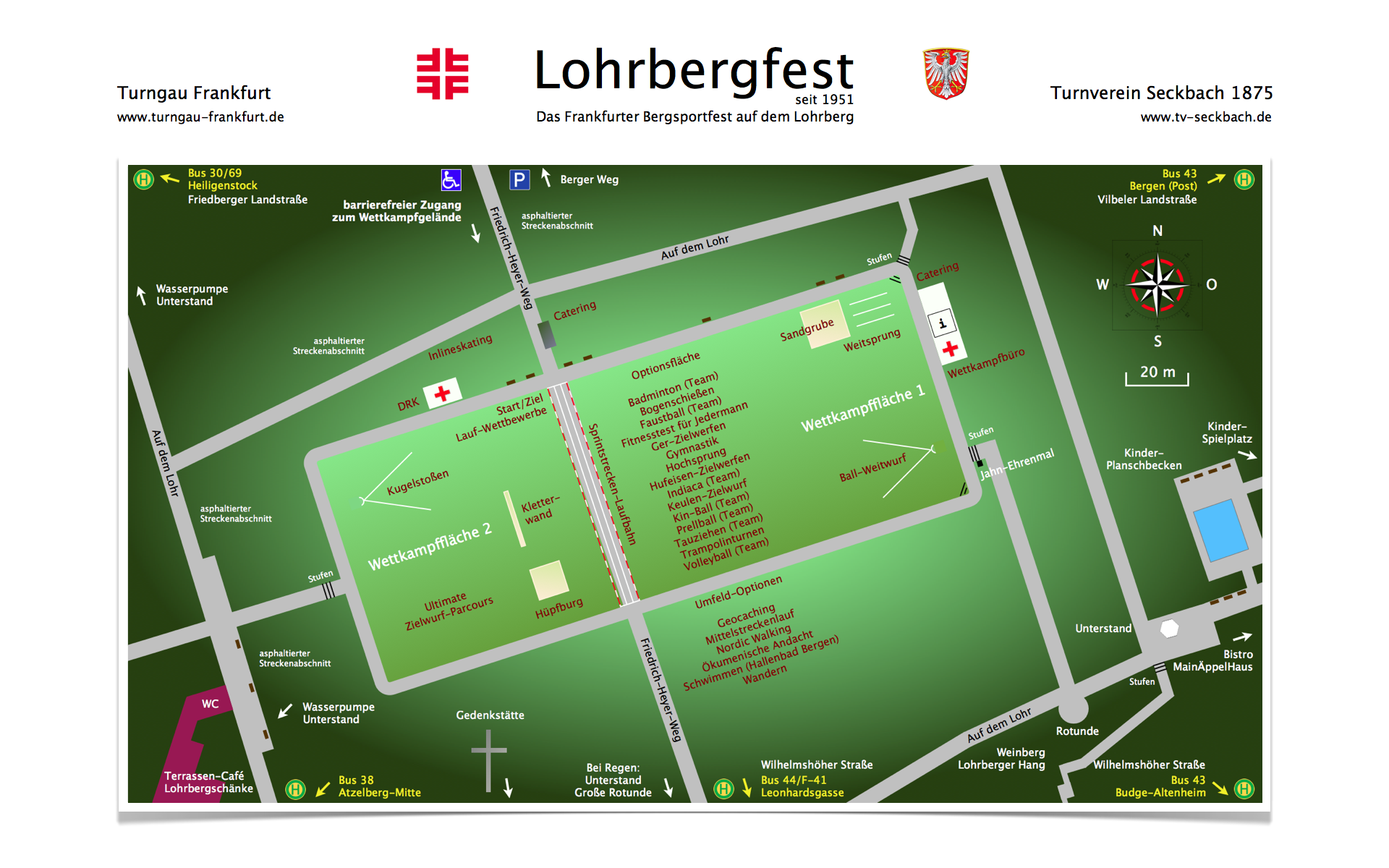
Graphik: Location des jährlich im Mai stattfindenden Lohrbergfestes

1948 rief Oberbürgermeister Walter Kolb (1902–1956) für den 19. bis 23. August zum Turnfest nach Frankfurt, in der Nachkriegszeit ein Wagnis, das er beschritt, um den Menschen in der scheinbaren Hoffnungslosigkeit Auftrieb zu geben. Das Turnfest von 1948 wurde zwar als Deutsches Turnfest geplant, musste sich allerdings aufgrund von Vorbehalten der Alliierten Frankfurter Turnfest nennen, gesamtdeutsche Veranstaltungen durfte es in dieser Zeit der vier Besatzungszonen nicht geben. Die französische und die sowjetische Zone untersagten den Turnern ihres Machtbereiches die Teilnahme, einigen gelang es dennoch, heimlich zu kommen und für hessische und badische Vereine zu starten. Insgesamt waren 30.000 Aktive vertreten, 18.000 Zuschauer fanden trotz der Lebensverhältnisse und Sorgen dieser Zeit zum Festgelände.
Nach dem Frankfurter Turnfest 1948 wurde im Jahr 1950 von Walter Kolb die Idee entwickelt, ein Frankfurter Bergturnfest zu veranstalten. In Abstimmung mit dem Frankfurter Sportamt wurde der Turnverein Seckbach 1875 ab 1951 für den Turngau Frankfurt Veranstalter des jährlich im Mai stattfindenden Lohrbergfestes. Bei widriger Wetterlage gibt es einen Ausweichtermin im September. Seit dieser Zeit ziehen jährlich hunderte Kinder und Jugendliche Frankfurter und Bad Vilbeler Turn- und Sportvereine auf Frankfurts Hausberg, den Lohrberg. Im Mittelpunkt stehen jeweils leichtathletische Wettkämpfe, zeitweise auch Faustball-Turniere der Herren.
1953 wurde am 31. Mai anlässlich des 3. Lohrbergfestes das Frankfurter Friedrich-Ludwig-Jahn-Denkmal eingeweiht, direkt an der Lohrbergfest-Wiese im Lohrpark auf dem Lohrberg durch OB Walter Kolb und Lohrbergfest-Koordinator Karl Zscherneck vom TV Seckbach 1875.
1983 fand das Deutsche Turnfest auf Initiative von Oberbürgermeister Walter Wallmann vom 26. Juni bis 3. Juli wiederum in Frankfurt statt, mit 65.000 Teilnehmern und 300 Veranstaltungen in den Messehallen, der Festhalle und im benachbarten Rebstockpark, im Waldstadion, in der Eissporthalle, den Hallenschwimmbädern und auf einigen Vereinssportanlagen. Bundeskanzler Helmut Kohl hielt die Festrede in der Paulskirche. Zahlreiche Turnvereine und der Turngau betreuten die angereisten Turnergruppen in Vereins- und Schulturnhallen der Stadt. Bundespräsident Karl Carstens verabschiedete die Teilnehmer und Besucher im Waldstadion.

### Neuere Entwicklungen
Im Jahr 2008 begingen der Verband und die Stadt Frankfurt am Main das Jubiläum 175 Jahre Turnen in Frankfurt am Main. Dazu fand am 31. Mai ein Turn- und Spielfest auf dem Römerberg statt, dem Platz vor dem Rathaus Römer. Das Jubiläum nahm dabei allerdings Bezug auf die Gründung der Frankfurter Turngemeinde von 1833 durch Friedrich August Ravenstein. Schon Jahre vorher bestand allerdings der Clässer Turnverein in Frankfurt, dessen genaues Gründungsdatum jedoch unbekannt ist.
Am 29. Mai 2009 fand eine Gedenkveranstaltung am Frankfurter Friedrich-Ludwig-Jahn-Denkmal im Lohrpark auf dem Lohrberg im Stadtteil Seckbach statt, an der der Ehrenvorsitzende des Hessischen Turnverbandes (HTV), Werner Mais, der HTV-Vizepräsident Rolf Byron und der Vorsitzende des Turngaues Frankfurt, Volker Gilbert, teilnahmen und einen Kranz niederlegten. Während des Internationalen Deutschen Turnfestes vom 30. Mai bis 5. Juni in Frankfurt betreuten zahlreiche Turnvereine und der Turngau die angereisten Turnergruppen in Vereins- und Schulturnhallen der Stadt.